# Persea perglauca
Persea perglauca  es una especie de planta en la familia Lauraceae. Es un árbol endémico de Guatemala que fue únicamente registrado en el departamento de Baja Verapaz. Crece en bosque alto, y puede alcanzar una altura de 20 m.